# マルファ・ボレツカヤ

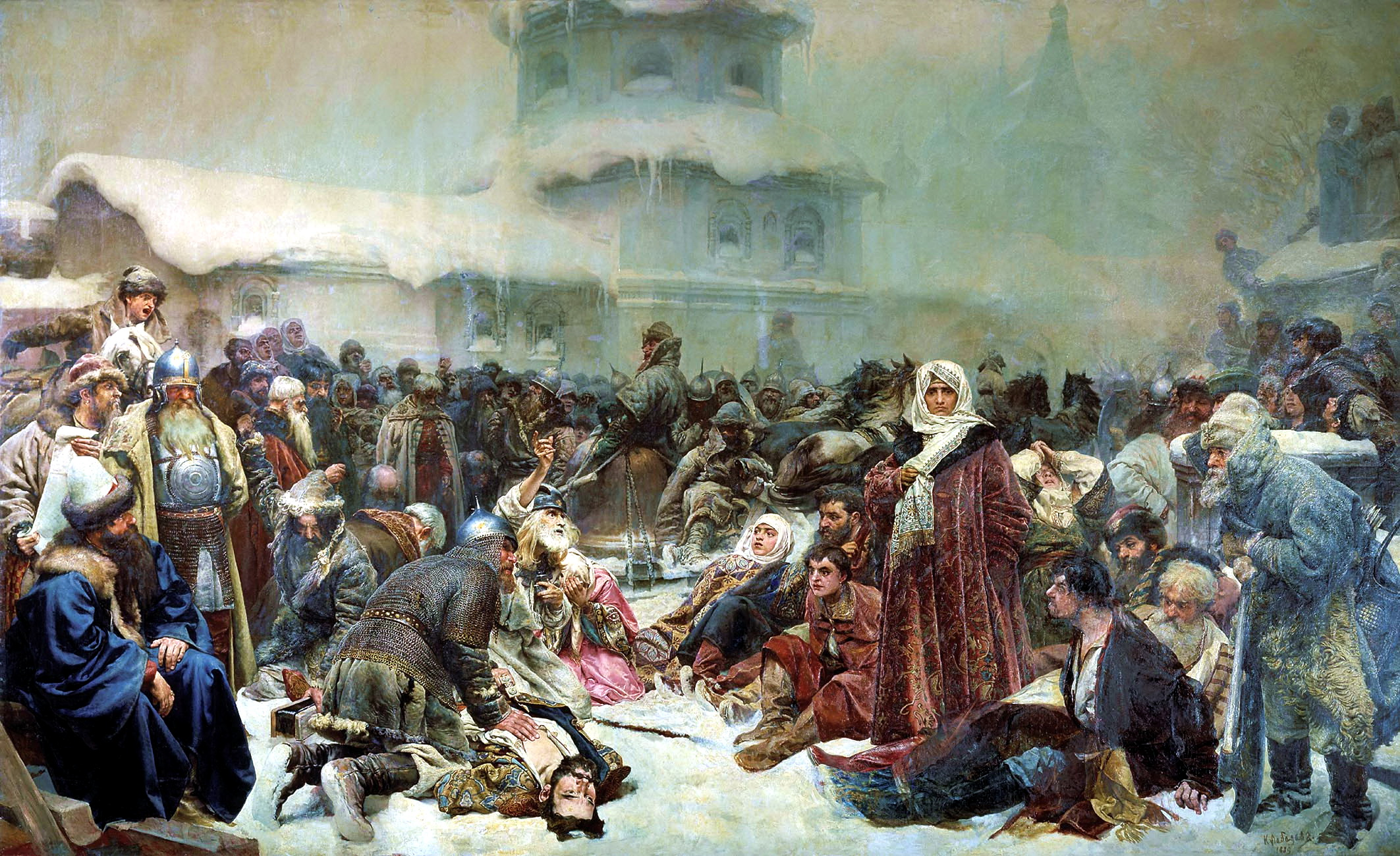
破壊された民会を惜しむマルファ, Klavdiy Lebedev作

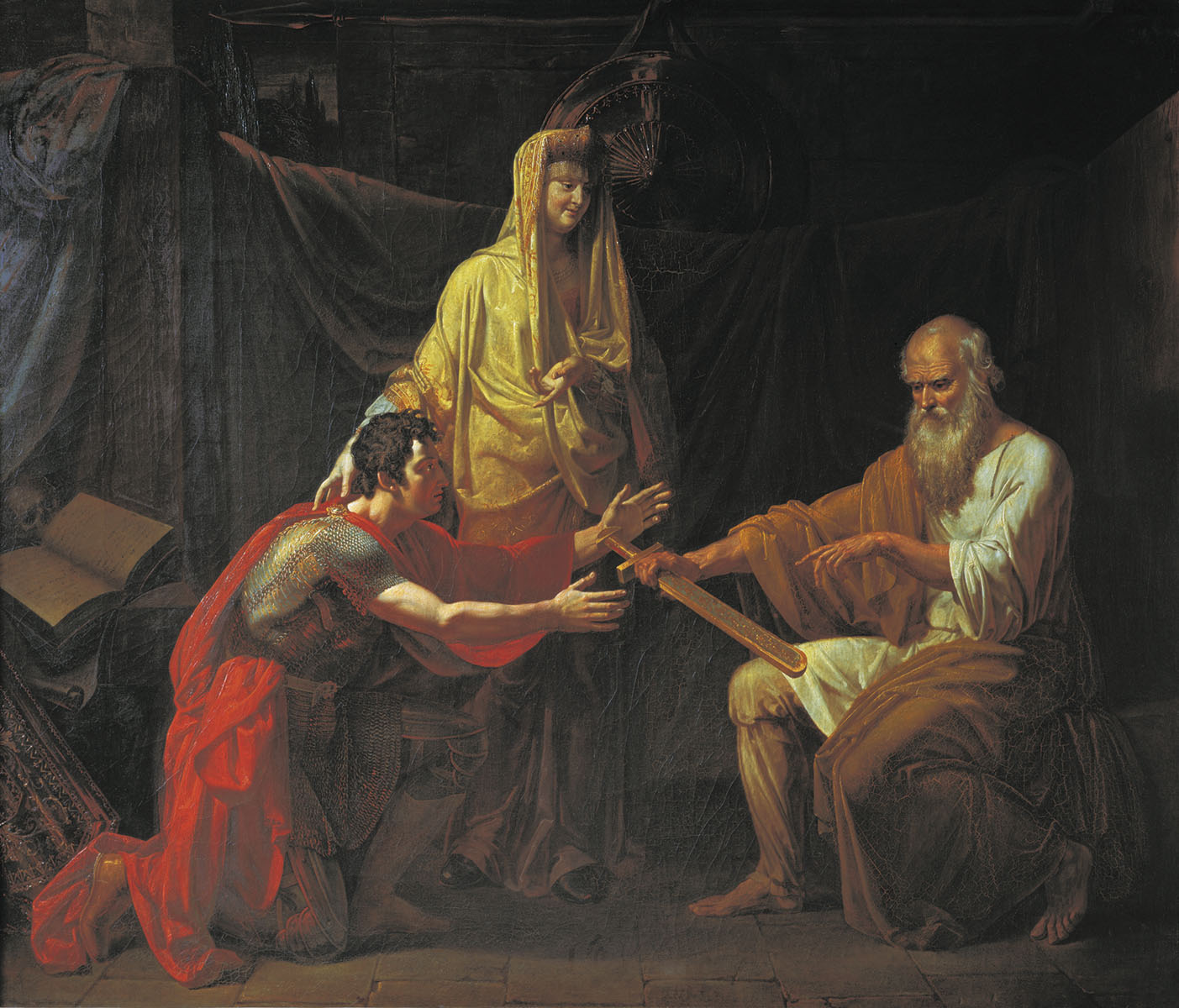
MiroslavにRatmir's swordを与えるTheodosy Boretsky。Miroslavはノヴゴロドの頭領であり、マルファが娘Xeniaのために選んだ夫でもあった。, Dmitry Ivanov作、1808年

マルファ・ボレツカヤ（ロシア語: Марфа Борецкая Маrfa Boretskaya）、通称女市長マルファ、マルファ・ポサドニツァ（ロシア語: Марфа Посадница Маrfa Posadnitsa、英語: Martha the Mayoress）は、1438-1439年、および1453年のノヴゴロド市長(ポサードニク)であるIsaac Boretskyの妻。伝承によれば、マルファは夫の死から1478年にノヴゴロドが最終的にモスクワに併合されるまでの間、ノヴゴロドを率いてモスクワに対抗した。

## 生涯
マルファは"Mayoress"(女市長)と呼ばれてはいるものの、正式に市長（ポサードニク）の職に就いたわけではない。ルーシや他のスラブ諸国には、特定の職位にある者についてはその妻も同職にあるものと擬制する伝統がある。そのため、"Priest"(司祭)の妻は"Priestess"（女司祭）と呼ばれるし、"General"（将軍）の妻は"Generaless"（女将軍）と呼ばれる。ただし、これは彼女らが実際にそれら職責を担っていたことを意味するものではない。マルファについていえば、反モスクワの派閥を率いたことでかなりの影響力を有しており、女族長としてカリスマを発揮していたが、ノヴゴロド市長は男性の荘園主であることが就任の条件であったため、マルファが公式な市長になることはなかった。
マルファの私生活についてはごく断片的にしか知られていない。夫のIsaac Boretskyには1460年代のどこかで先立たれているが、彼女は1470年代ないしは1480年代にその荘園をイヴァン3世によって没収されるまで、ノヴゴロドでも屈指の豊かな荘園主であり続けた（1490年代にモスクワの官吏が編纂した地籍簿およびPistsovye Knigiによる）。14世紀よりノヴゴロドの豊穣な大地を伺い続けてきたモスクワ大公国にマルファが立ち向かった理由は、この財産を守るためであったと考えられる。
1471年、マルファと2人の息子、DmitriiとFedorは、ノヴゴロドにおいてモスクワに対抗し続けたen:Boretsky familyの最後の代表者としてカジミェシュ4世 (ポーランド王)にノヴゴロドをリトアニア大公国へ委譲したいと申し出、交渉に臨んだ。マルファらの希望はノヴゴロドにおいて古来より認められてきた特権と法の維持であった。また、ミカイラス・オレリカイティスを市長として招くことも試みた。しかし、マルファの策動を聞きつけたイヴァン3世はこれをヤジェルビーツィ条約の違反であると考え、ノヴゴロドに軍を差し向け、1471年7月14日シェロン河畔の戦いにてこれを撃破した。この敗北により、7月24日、マルファの息子Dmitriiはイヴァン3世の命によって処刑されてしまった。

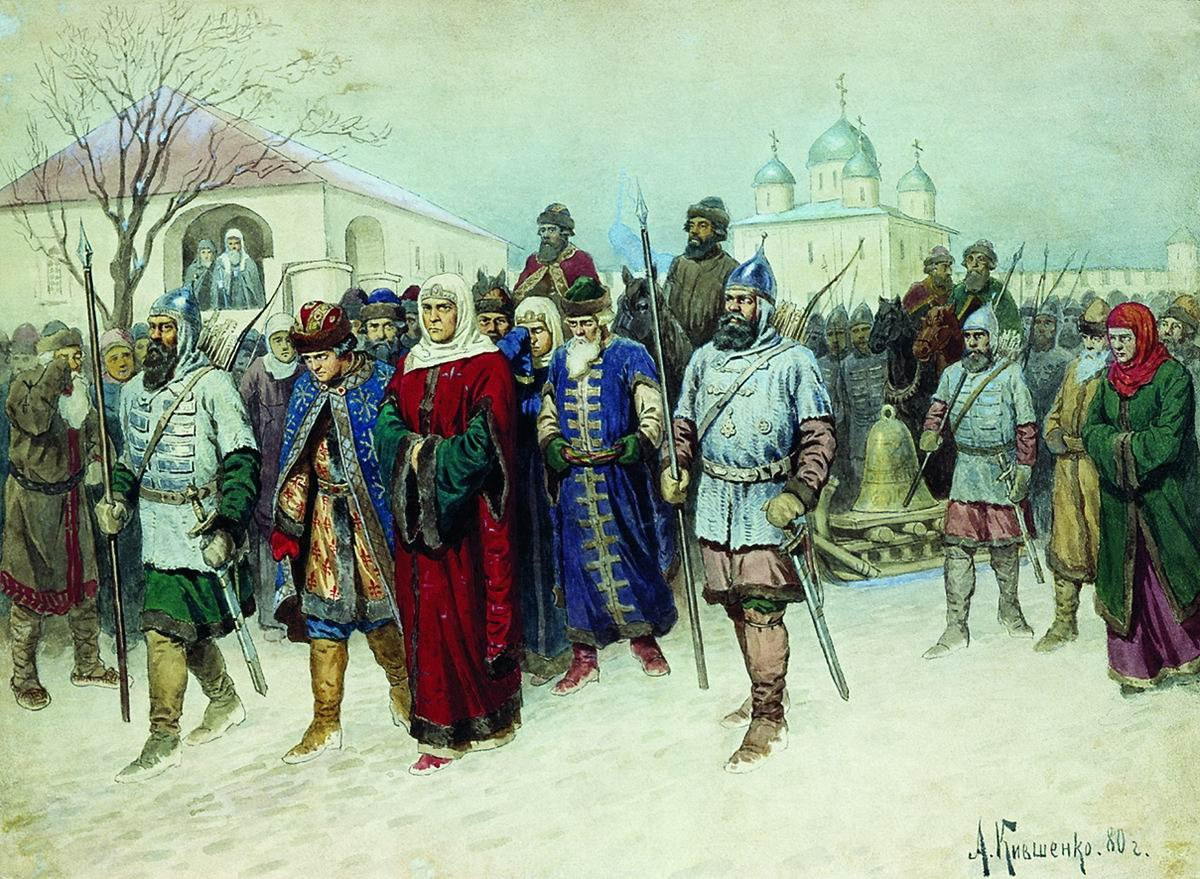
モスクワに護送されるマルファ,Aleksey Kivshenko作

マルファはその後もリトアニアを恃みモスクワに対する策謀を巡らせ続けたが、7年後の1478年、ついにノヴゴロドはイヴァン3世の支配下に置かれた。2月7日、マルファとその孫たちは逮捕されモスクワに送られた。マルファは荘園を没収された上ニジニノヴゴロドにて出家し、修道女になることを求められた。ただし、Gail Lenhoffによればマルファの逮捕後の運命は、その死の日付と状況と同様にまったく判明していないという。

## 評価
より最近の研究によれば、マルファはノヴゴロド大主教のFeofil（在職1470-1480）がヤジェルビーツィ条約に違反した事実を糊塗するために利用され、スケープゴートにされたにすぎないという。二枚舌的に振る舞うマルファの伝説は、1470年代中盤から終盤にかけてノヴゴロド主教座の筆写室で最初に書かれたものであるという。
マルファの悲劇的な運命と公国の共和制を擁護するために闘う姿勢は後世の作家や歴史家の関心を集め、特にロマンを好む傾向の者はこれに惹き付けられた。彼女の生涯はニコライ・カラムジンによって小説化され、Martha the Mayoress, or the Fall of Novgorodとして発表された。また、FedotovによってMarfa Posadnitsaが出版された。アレクサンドル・プーシキンも1830年、マルファについて言及したエッセイを残している。セルゲイ・エセーニンも1914年、マルファについての叙事詩を執筆している。
マルファの銅像は、ロシア建国一千年祭記念碑像の一つとしてノヴゴロドに展示されている。